# Europees kampioenschap hockey mannen 1991
Het Europees kampioenschap hockey (1991) voor mannen had plaats van woensdag 12 juni tot en met zondag 23 juni 1991 in het Stade Jules Noël in Parijs, Frankrijk. Het was de zesde editie van dit internationale sportevenement, dat onder auspiciën stond van de Europese hockeyfederatie (EHF). Titelverdediger was Nederland.

## Groepsindeling
| Groep A                                                  | Groep B                                        |
| -------------------------------------------------------- | ---------------------------------------------- |
| Frankrijk Italië Nederland Polen Sovjet-Unie Zwitserland | België Duitsland Engeland Ierland Spanje Wales |

## Selecties

### Nederland
1. Frank Leistra (gk)
2. Leo Klein Gebbink
3. Koen Pijpers
4. Jean-Pierre Pierie
5. Jan-Willem Neubergh
6. Erik Jazet
7. Marc Delissen
8. Jacques Brinkman

1. Gijs Weterings
2. Stephan Veen
3. Floris Jan Bovelander
4. Wouter van Pelt
5. Bart Looije (gk)
6. Bastiaan van Ede
7. Erik Parlevliet
8. Taco van den Honert

- Bondscoach: Rob Bianchi
- Assistent: Harrie Delmee
- Manager: Fred Meijer
- Dokter: Piet Bon
- Fysio: Rens Reysenbach
- Fysio: Arjen Bleeksma

## Uitslagen voorronde

### Groep A
- Nederland -  Zwitserland 9 - 0
- Frankrijk -  Sovjet-Unie 1 - 4
- Polen -  Italië 3 - 1

- Frankrijk -  Nederland 0 - 6
- Sovjet-Unie -  Polen 2 - 0
- Zwitserland -  Italië 2 - 2

- Sovjet-Unie -  Nederland 0 - 4
- Frankrijk -  Zwitserland 3 - 2
- Polen -  Nederland 1 - 10

- Frankrijk -  Italië 2 - 0
- Zwitserland -  Sovjet-Unie 1 - 6
- Nederland -  Italië 9 - 0

- Sovjet-Unie -  Italië 3 - 0
- Zwitserland -  Polen 3 - 3
- Frankrijk -  Polen 2 - 0

## Eindstand Groep A
| № | Land        | WG | W | G | V | DV | DT | +/– | Punten |
| - | ----------- | -- | - | - | - | -- | -- | --- | ------ |
| 1 | Nederland   | 5  | 5 | 0 | 0 | 38 | 1  | +37 | 10     |
| 2 | Sovjet-Unie | 5  | 4 | 0 | 1 | 15 | 6  | +9  | 8      |
| 3 | Frankrijk   | 5  | 3 | 0 | 2 | 8  | 12 | –4  | 6      |
| 4 | Polen       | 5  | 1 | 1 | 3 | 7  | 18 | –11 | 3      |
| 5 | Zwitserland | 5  | 0 | 2 | 3 | 8  | 23 | –15 | 2      |
| 6 | Italië      | 5  | 0 | 1 | 4 | 3  | 19 | –16 | 1      |

### Groep B
- Wales -  Engeland 1 - 3
- Ierland -  Spanje 3 - 1
- België -  Duitsland 0 - 4

- België -  Spanje 2 - 3
- Wales -  Duitsland 0 - 6
- Engeland -  Ierland 3 - 1

- Spanje -  Engeland 0 - 1
- Ierland -  Wales 3 - 1
- Spanje -  Duitsland 0 - 2

- Engeland -  België 3 - 0
- Ierland -  Duitsland 0 - 3
- Spanje -  Wales 6 - 2

- Wales -  België 2 - 3
- Ierland -  België 1 - 2
- Engeland -  Duitsland 2 - 3

## Eindstand Groep B
| № | Land      | WG | W | G | V | DV | DT | +/– | Punten |
| - | --------- | -- | - | - | - | -- | -- | --- | ------ |
| 1 | Duitsland | 5  | 5 | 0 | 0 | 18 | 2  | +16 | 10     |
| 2 | Engeland  | 5  | 4 | 0 | 1 | 12 | 5  | +7  | 8      |
| 3 | Spanje    | 5  | 2 | 0 | 3 | 10 | 10 | 0   | 4      |
| 4 | Ierland   | 5  | 2 | 0 | 3 | 8  | 10 | –2  | 4      |
| 5 | België    | 5  | 2 | 0 | 3 | 7  | 13 | –6  | 4      |
| 6 | Wales     | 5  | 0 | 0 | 5 | 6  | 21 | –15 | 0      |

## Uitslagen eindfase

### Om plaats 9 t/m 12
- Italië -  België 3 - 4
- Zwitserland -  Wales 0 - 2

### Om plaats 5 t/m 8
- Frankrijk -  Ierland 2 - 2
- Spanje -  Polen 2 - 0

### Halve finale
- Nederland -  Engeland 2 - 1
- Duitsland -  Sovjet-Unie 4 - 0

## Finalewedstrijden

### Om plaats 11
- Italië -  Zwitserland 1 - 2 (na verlenging)

### Om plaats 9
- België -  Wales 3 - 1

### Om plaats 7
- Ierland -  Polen 4 - 0

### Om plaats 5
- Frankrijk -  Spanje 0 - 1

### Om plaats 3
- Engeland -  Sovjet-Unie 1 - 1 (Engeland wint na strafballen (2-1))

### Finale
- Nederland -  Duitsland 1 - 3

| Europees kampioen 1991 |
| ---------------------- |
|                        |
| Duitsland Derde titel  |

## Eindrangschikking
1. Duitsland
2. Nederland
3. Engeland
4. Sovjet-Unie
5. Spanje
6. Frankrijk
7. Ierland
8. Polen
9. België
10. Wales
11. Zwitserland
12. Italië

## Topscorers
- In onderstaand overzicht zijn alleen de spelers opgenomen met zes of meer treffers achter hun naam.

| № | Naam                  | Land           | Goals | SC | SB |
| - | --------------------- | -------------- | ----- | -- | -- |
| 1 | Floris Jan Bovelander | ( Nederland)   | 17    |    |    |
| 2 | Carsten Fischer       | ( Duitsland)   | 12    |    |    |
| 3 | Gijs Weterings        | ( Nederland)   | 9     |    |    |
| 4 | Igor Atanov           | ( Sovjet-Unie) | 7     |    |    |
| 5 | Eric Vandergracht     | ( België)      | 6     |    |    |
|   | Jean-Louis Ponthieu   | ( Frankrijk)   | 6     |    |    |
|   | Jimmy Kirkwood        | ( Ierland)     | 6     |    |    |

1970 · 1974 · 1978 · 1983 · 1987 · 1991 · 1995 · 1999 · 2003 · 2005 · 2007 · 2009 · 2011 · 2013 · 2015 · 2017 · 2019 · 2021 · 2023